# 莱瑟 (德国)
莱瑟（德語：Leese，發音：[ˈleːzə]）是德国下萨克森州威悉河畔宁堡县的市镇，面积29.77平方千米，2023年12月31日人口为1,721人。